# Asiarge
Asiarge (лат.) — род небольших перепончатокрылых насекомых из семейства аргиды. Известно 3 вида.

## Описание
Тело длиной от 10,5 до 13,5 мм. Лицо под основанием антенны сильно выпуклое. Антенны самцов простые. Передние крылья с 4 ячейками Rs; ячейка R закрыта; жилка Sc присутствует; жилка 2r-m присутствует; ячейка 2A переднего крыла отсутствует, жилки A2+A3 едва различимы, прямые, без четкой вершины. Все голени без преапикальных шпор.

## Систематика
В мировой фауне насчитывается 3 вида.
- Asiarge centralis Gussakovskii, 1935[4]
- Asiarge regeli Gussakovskii, 1935
- Asiarge shnitnikovi Gussakovskii, 1935

## Распространение
Встречаются в Палеарктической биогеографической области. Небольшой род, все представители которого распространены в Средней и Центральной Азии. Представители рода редки, а сведения о них крайне скудны. Представители рода распространены в провинции Внутренняя Монголия и в Синьцзян-Уйгурском автономном районе на западе и северо-западе Китая, в Монголии, Казахстане и Кыргызстане.